# Hugh Hamilton
Hugh Caulfield „Hammy” Hamilton (ur. 18 lipca 1905 roku w Omagh, zm. 26 sierpnia 1934 roku w Bernie) – brytyjski kierowca wyścigowy.

## Kariera
Hamilton rozpoczął karierę w wyścigach motocyklowych w 1922 roku po przeprowadzce z Irlandii do Anglii. W 1930 roku rozpoczął starty w wyścigach samochodowych z ekipą Riley. W późniejszych latach pracował jako sprzedawca MG i był kierowcą samochodów tego koncernu. W 1932 roku odniósł zwycięstwo w klasie Cyclecar Grand Prix Niemiec. W sezonie 1934 w zespole Whitney Straight odniósł zwycięstwo w klasie Voiturette 1100cc Coppa Acerbo. Podczas Grand Prix Szwajcarii doszło do tragicznego wypadku. Na ostatnim okrążeniu samochód Hamiltona wpadł w poślizg, wypadł z toru i uderzył w drzewo. Kierowca zmarł na miejscu.